# Xã Little Prairie, Quận Pemiscot, Missouri
Xã Little Prairie (tiếng Anh: Little Prairie Township) là một xã thuộc quận Pemiscot, tiểu bang Missouri, Hoa Kỳ. Năm 2010, dân số của xã này là 7.076 người.